# Storia della principessa morta e dei sette cavalieri
Il racconto della principessa deceduta e dei sette prodi (in russo Сказка о мёртвой царевне и о семи богатырях?, Skazka o myortvoy tsarevne i o semi bogatyryakh, letteralmente: "Il racconto della giovane zarina morta e dei sette bogatiri") è una poesia del 1833 di Aleksandr Pushkin, che narra della ricerca dell'amata e promessa sposa del principe Elisei, allontanata dal castello per volere della sua matrigna, gelosa di lei. La principessa morta… è probabilmente una versione slava dell'archetipo alla base della storia di Biancaneve e i sette nani.

## Sinossi
Sebbene la storia assomigli alla celebre fiaba di Biancaneve divulgata dai fratelli Grimm, è basata sul folklore nazionale, che, come le altre fiabe in versi di Pushkin, sono ispirate alle storie raccontategli dall'infermiera Arina Rodionovna, durante la sua infanzia nel villaggio di Mikhaylovskoye (distretto di Puškinogorskij).
Storie simili si possono trovare nella collezione delle Fiabe russe di Alexandre Afanasiev (racconti n. 210 e 211), nella Grande Collezione delle fiabe russe (1861) di Ivan Khudyakov (racconto n. 45), in Favole e leggende della provincia di Samara (1884) di Dmitry Sadovnikov (racconto n. 14) e nei Grandi racconti russi della regione imperiale di Vjatka (1915), scritti da Dmitry Zelenin (racconto n. 52).
I ricercatori e folcloristi trovano molto simbolica la fiaba trasmessa da Pushkin, con profondi legami riferibili sia alla mitologia slava e al Cristianesimo.

## Adattamenti
- 1951 — Biancaneve, film-animato di epoca sovietica, diretto da Ivan Ivanov-Vano.[3][4][5]
- 1978-79 — Campane d'autunno, musical live-action (sempre di epoca sovietica), diretto da Vladimir Gorikker.[6]
- 1990 — Il racconto della principessa deceduta dei sette cavalieri, opera scritta da Viktor Vasilievich Pleshak, in prima rappresentazione al Teatro dell'opera e balletto del Conservatorio di San Pietroburgo.[7]